# مدرسة أبي شجاع (بغداد)
مدرسة أبي شجاع مدرسة تاريخية يعود تأسيسها إلى العصر العباسي في بغداد. وهي من المدارس الحنبلية التي تقع في باب الأزج عند باب كلواذا في الجزء الشرقي من المدينة. بناها بهرام بن بهرام، المتوفى عام 1126، والذي وقف قطعة من أملاكه على الفقهاء وسبل الخير. إلا أن المدرسة لم تعد موجودة اليوم.